# Robert Machemer
Robert Machemer (* 16. März 1933 in Münster; † 23. Dezember 2009) war ein deutschamerikanischer Ophthalmologe und Chirurg.

## Leben
Machemers Vater Helmut war ebenfalls Augenarzt, der am 18. Mai 1942 im Zweiten Weltkrieg als Truppenarzt in der Ukraine durch einen Granatsplitter umkam. Die verwitwete Mutter Erna, geb. Schwalbe, die zunächst selbst Medizin studiert hatte, galt unter dem nationalsozialistischen Regime wegen ihrer jüdischen Mutter als Halbjüdin. Sie zog die drei Söhne des Ehepaars zunächst unter politisch äußerst bedrängenden, später in wirtschaftlich schwierigen Verhältnissen in Stadtlohn auf.
Machemer verdingte sich nach dem Abitur 1953 ein halbes Jahr als Stahlarbeiter, um sein Medizinstudium zu finanzieren. Er studierte ab Herbst 1953 Medizin an der Universität Münster und an der Universität Freiburg, wo er 1959 promoviert wurde. Von 1962 bis 1966 war er Assistent in der Universitäts-Augenklinik Göttingen. 1966 zog er mit seiner Frau und seiner Tochter in die USA, weil er ein zweijähriges NATO Stipendium für das Bascom Palmer Eye Institute in Miami erhalten hatte, wo er ab 1968 Instructor war und von 1969 bis 1971 Leiter der Ophthalmologie am dortigen Veterans' Administration Hospital. Gleichzeitig wurde er 1970 Assistant Professor und später Professor für Ophthalmologie an der University of Miami. 1978 wurde er Professor an der School of Medicine der Duke University und wurde Vorstand der Abteilung Ophthalmologie, was er bis 1991 blieb. Als Professor wurde er 1998 emeritiert.
Als Wissenschaftler entwickelte er experimentelle Modelle für das Studium der Netzhautablösung, Verfahren und Instrumente zur Glaskörperchirurgie, studierte Pathogenese und Behandlungsmethoden der Proliferativen Vitreoretinopathie (PVR, totale Netzhautablösung) und chirurgische Methoden zur Behandlung der altersbedingten Makuladegeneration.
1993 erhielt er den Ernst Jung-Preis, 1997 den Helen Keller Prize for Vision Research, 1998 die Jules-Gonin-Medaille, 1981 den Albrecht-von-Graefe-Preis der Deutschen Ophthalmologischen Gesellschaft, 1993 den US Senior Scientist Award der Alexander-von-Humboldt-Stiftung und 1996 die Howe Medal der American Ophthalmological Society. 2001 war er Guest of Honor der American Academy of Opthalmology und 2000 wurde er in die Opthalmology Hall of Fame aufgenommen. Er ist Ehrendoktor der Universität Göttingen (1988), der Thomas Jefferson University und der Universität Münster (2002), wobei in der Laudatio seine Leistungen in der Glaskörperchirurgie hervorgehoben wurden.